# Extreme Makeover
Extreme Makeover va ser un programa de la cadena de televisió American Broadcasting Company (ABC).
En aquest reality show, individus voluntaris rebien un important canvi en la seva aparença a través del seu pas per cirurgians plàstics, oftalmolegs, odontòlegs, otorrins, dietistes-nutricionistes. El programa es va començar a emetre l'any 2002 i va ser cancel·lat el 15 de maig del 2007.

## Adaptacions internacionals
- Austràlia: Nine Network
- Bulgària: Пълна промяна.
- Espanya: Cambio radical
- Estònia: Totaalne muutumine
- Finlàndia: Hurja Muodonmuutos
- França: Relooking Extreme
- Alemanya: Das Hausbau-Kommando
- Panamà: Cambio Radical
- Polònia: Dom nie do poznania
- Portugal: Reconstrução total
- Rússia: Возможности пластической хирургии
- Sèrbia: Ekstremni preobražaj
- Eslovènia: Popolna preobrazba
- Regne Unit: Extreme Makeover